# 10567 Francobressan
10567 Francobressan è un asteroide della fascia principale. Scoperto nel 1994, presenta un'orbita caratterizzata da un semiasse maggiore pari a 2,5916536 au e da un'eccentricità di 0,1902025, inclinata di 3,76771° rispetto all'eclittica.
L'asteroide è dedicato all'astronomo amatoriale italiano Franco Bressan.